# 20 septembre 1925
Le dimanche 20 septembre 1925 est le 263e jour de l'année 1925.

## Naissances
- Bernard Blas, homme d'affaires français
- Camille Dufour, ouvrier, homme politique et syndicaliste français
- Christopher Barry (mort le 7 février 2014), réalisateur et producteur de télévision britannique
- Dominique de La Motte (mort le 17 février 2018), officier et écrivain français
- Françoise Boudet (morte le 20 juin 2012), peintre française
- Heinz Wackers, joueur de hockey sur glace allemand
- James Bernard (mort le 12 juillet 2001), compositeur britannique de musique de films
- John Wiles (mort le 5 avril 1999), scénariste et producteur de télévision britannique
- Justo Gallego Martínez, maçon-architecte autodidacte espagnol (qui construit la Cathédrale Nuestra Señora del Pilar)
- Marco Vicario, acteur, réalisateur, scénariste et producteur italien
- Paul Wendkos (mort le 12 novembre 2009), réalisateur américain
- Pierre Chantelat (mort le 13 octobre 2011), personnalité politique française
- Rama VIII (mort le 9 juin 1946), roi de Thaïlande
- Roger Delmotte, trompettiste français
- Roland Dupree (mort le 21 juin 2015), acteur américain

## Décès
- Charles Cottet (né le 12 juillet 1863), peintre français
- Paul Wayland Bartlett (né le 24 janvier 1865), artiste américain

## Événements
- Création de la ligne de chemin de fer italienne allant de Bari à Barletta